# Litchfield (Michigan)
Litchfield – miasto w Stanach Zjednoczonych, w stanie Michigan, w hrabstwie Hillsdale.